# Kommandierender General der Flakartillerie beim Oberbefehlshaber der Westbefestigungen
Der Kommandierende General der Flakartillerie beim Oberbefehlshaber der Westbefestigungen war eine Dienststelle der deutschen Luftwaffe während des Zweiten Weltkrieges auf Korpsebene. Die Aufstellung erfolgte am 15. November 1944. Im Februar 1944 wurde die Dienststelle aufgrund der Erdlage abgewickelt. Dem Kommandierenden General, General der Flakartillerie Helmut Richter, unterstand dabei die operative Führung aller Flakkräfte im Bereich des Westwalls.